# Mecistocephalus gigas
Mecistocephalus gigas är en mångfotingart som beskrevs av Haase 1887. Mecistocephalus gigas ingår i släktet Mecistocephalus och familjen storhuvudjordkrypare.
Artens utbredningsområde är Papua Nya Guinea. Inga underarter finns listade i Catalogue of Life.